# Castel Clam
Castel Clam (in tedesco Burg Clam) si trova nel comune austriaco di Klam nel Distretto di Perg, Land dell'Alta Austria. Appartenuto a lungo alla famiglia Clam-Clam e poi al suo ramo Clam-Martinic, è uno dei castelli austriaci più antichi, costruito nel 1149.

## Storia

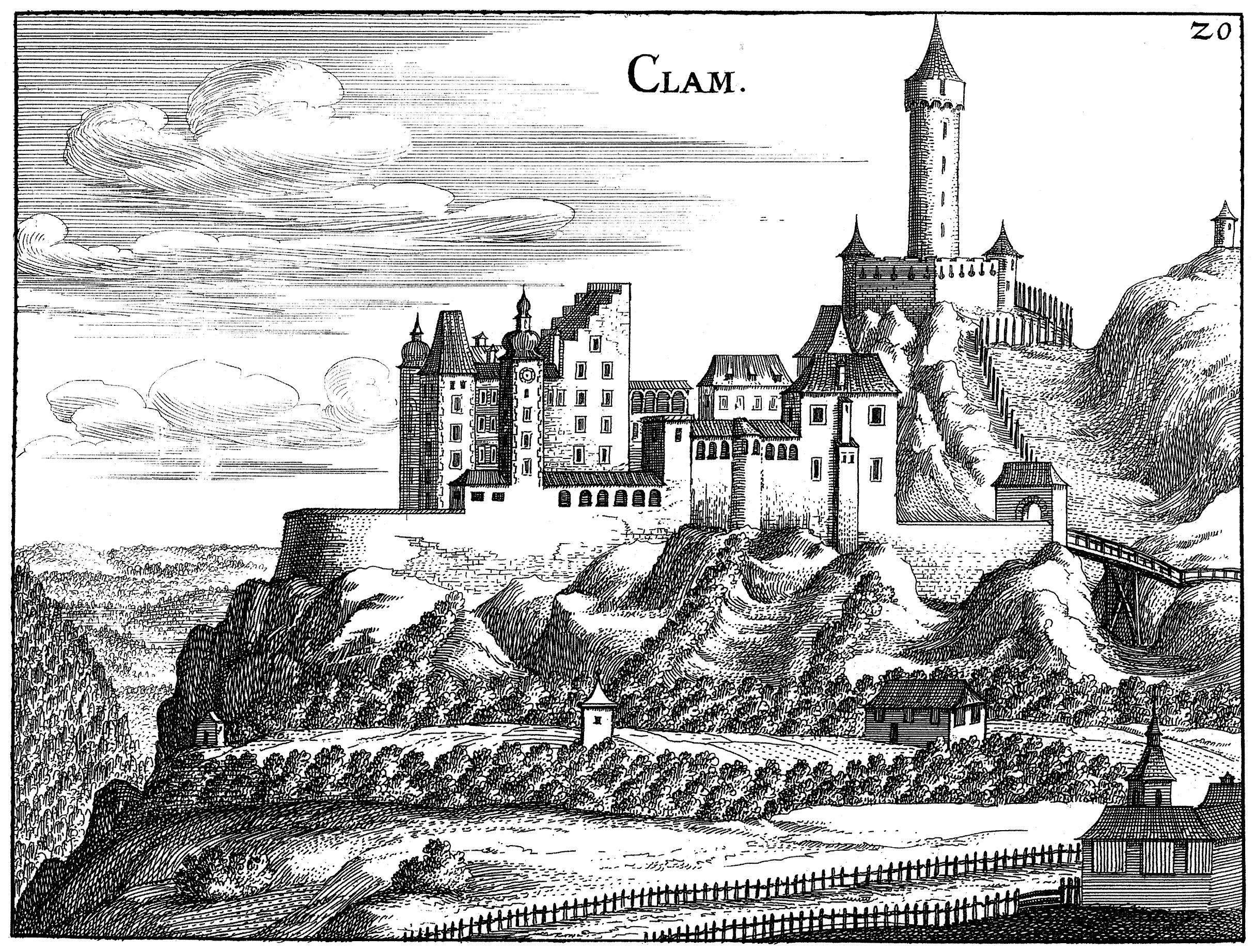
Castel Clam in un'incisione del 1674, opera di Georg Matthäus Vischer

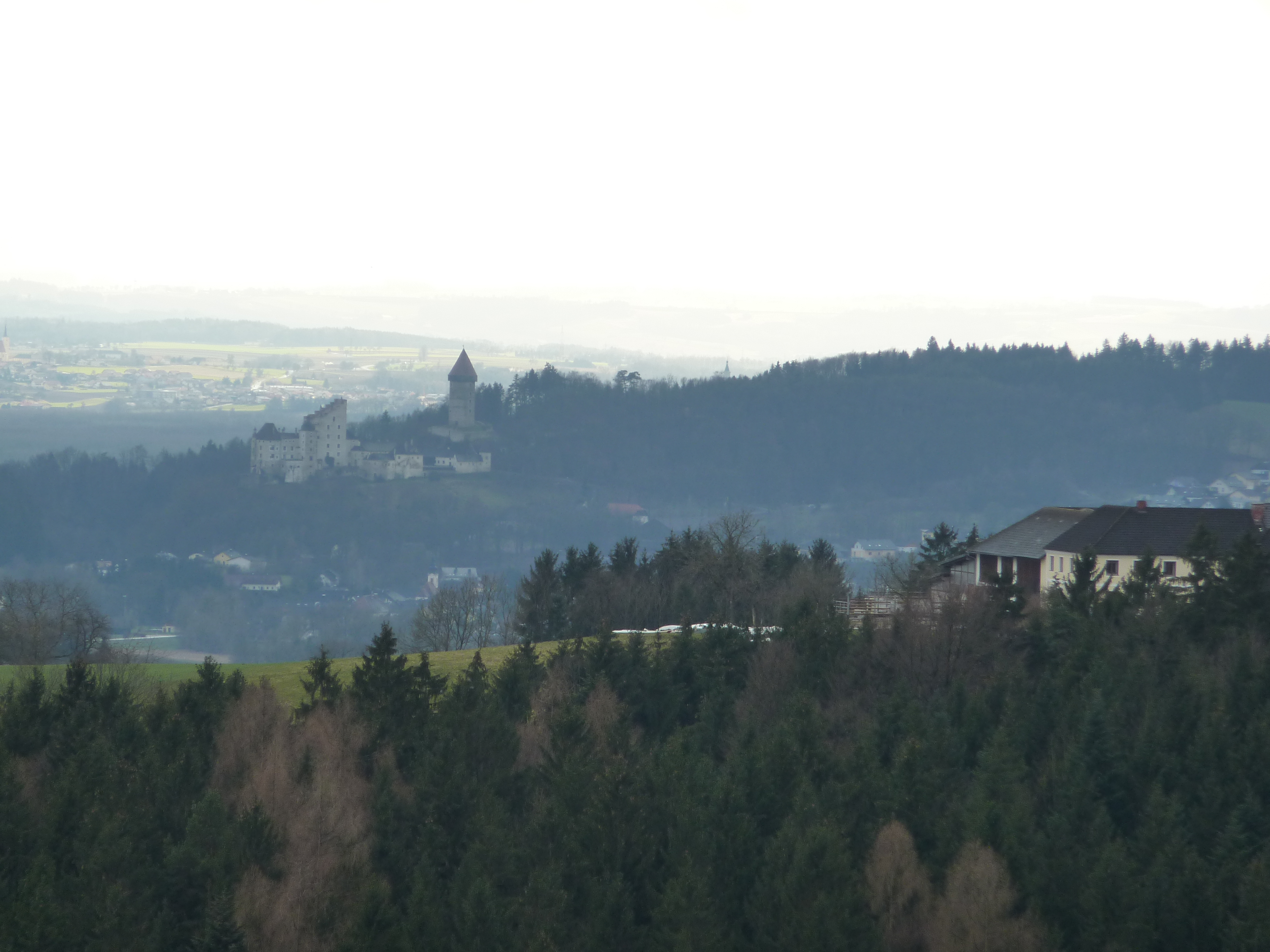
Panorama sulla valle del Naarn col castello

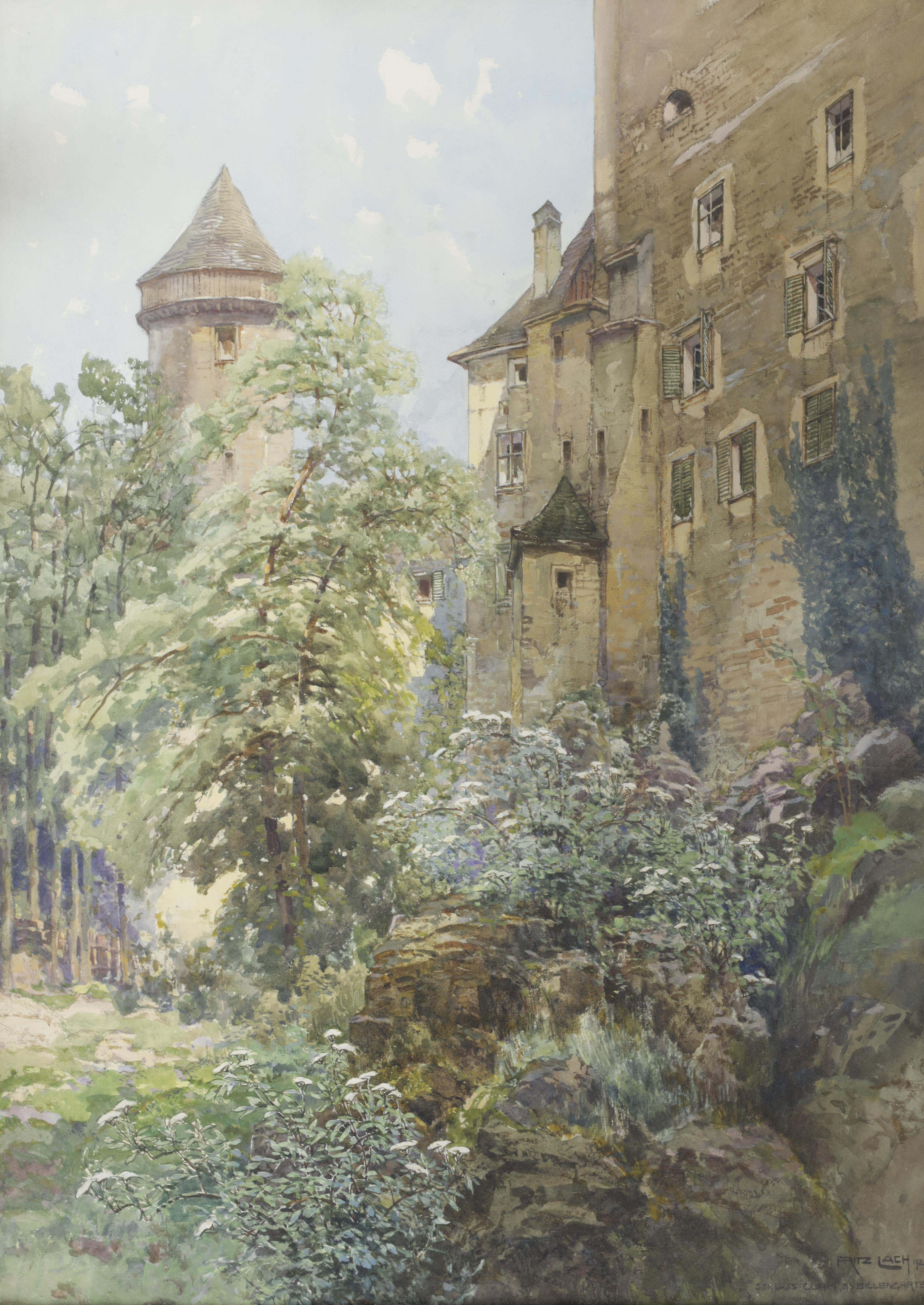
Castel Clam in un acquerello del 1920 realizzato da Fritz Lach

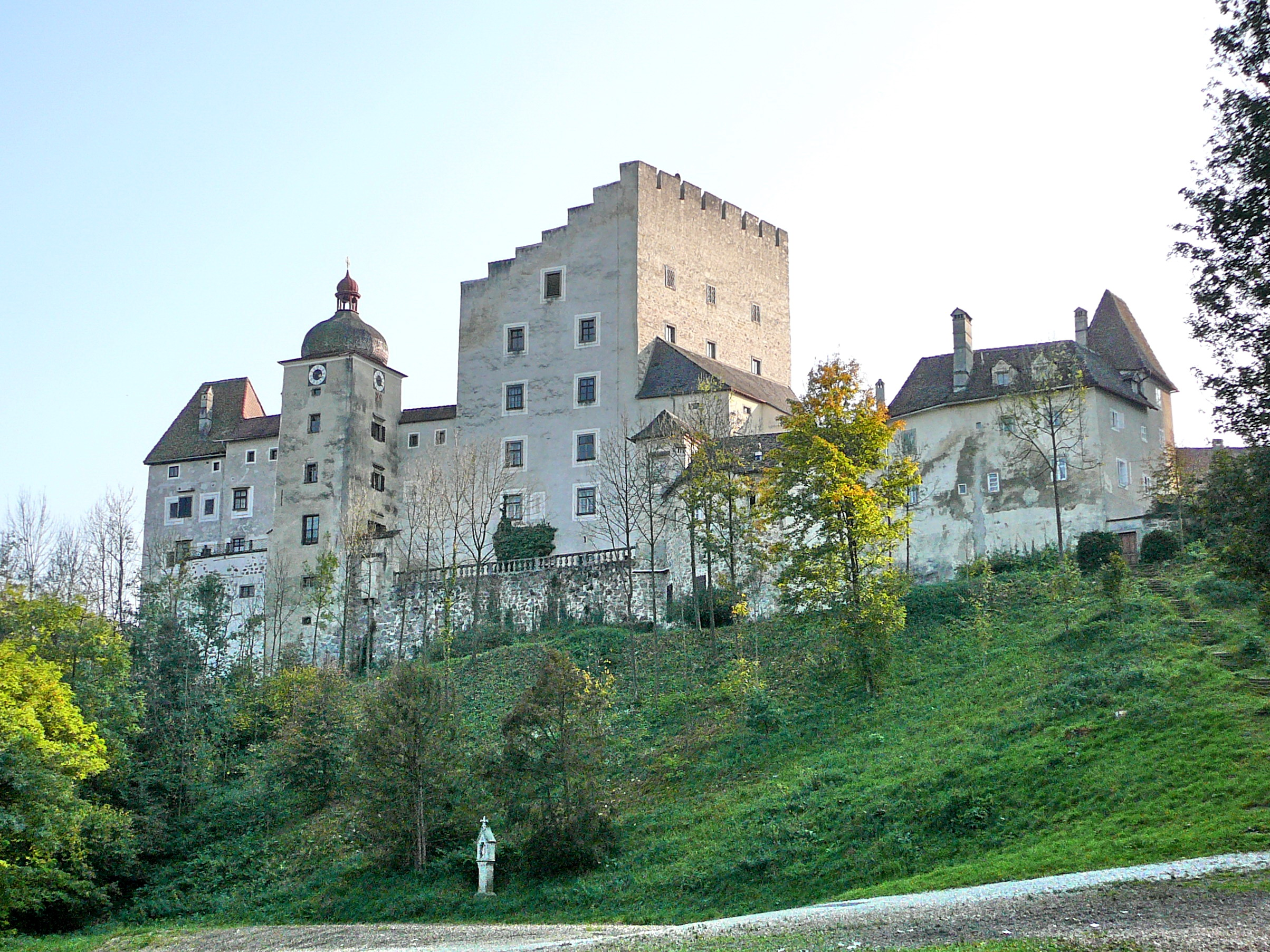
Castel Clam visto dal basso

Castel Clam è uno dei castelli più antichi del paese, costruito da Walchun von Machland nel 1149. Suo fratello Otto aveva precedentemente fondato i monasteri di Baumgartenberg, Waldhausen e Neu Erlaa e il suo stemma di famiglia si trova ancora nello stemma dell'Alta Austria. Col matrimonio tra Adelheid von Machland e il conte Hermann von Velburg l'edificio difensivo passò alla famiglia Velburg, il cui ramo con sede qui prese il nome da Clam. Quando nel 1218 il conte Ulrich von Clam-Velburg morì, durante la quinta crociata, la fortezza ed i suoi castelli di Klingenberg e Ruttenstein, in base al contratto ereditario, andarono al duca Leopoldo VI di Babenberg. Dal XIII al XV secolo castel Clam fu feudo sovrano e venne assegnato alle famiglie Holzer e Hauser poi a Christoph von Zinzendorf. Intanto la struttura venne ampliata, in particolare il mastio e il palazzo residenziale, oltre alla ricostruzione della parte a est della cinta muraria. Nel 1416 il castello fu acquistato da Gilg von Wolfstein, che poco dopo fece costruire la seconda cappella nobiliare. Nel 1480, dopo la morte di Wolfgang von Wolfstein, la proprietà passò a Jörg Seusenecker e nel 1493 a Siegmund e Heinrich Prüschenk, poi conte Hardegg. Il tutore dei Prüschenk, Stefan Perger, divenne il capostipite della famiglia Clam-Martinic. La famiglia Perger era stata citata per la prima volta a Salisburgo nel 1280 e nel 1315 si possono considerare legati al castello di Höhenpergen in Carinzia. Intorno al 1400 giunsero nella Bassa Austria dove col tempo ampliarono notevolmente i loro possedimenti. Christoph Perger riuscì ad acquisire castel Clam come suo feudo nel 1524, quando ormai da tempo la sua famiglia lo gestiva.

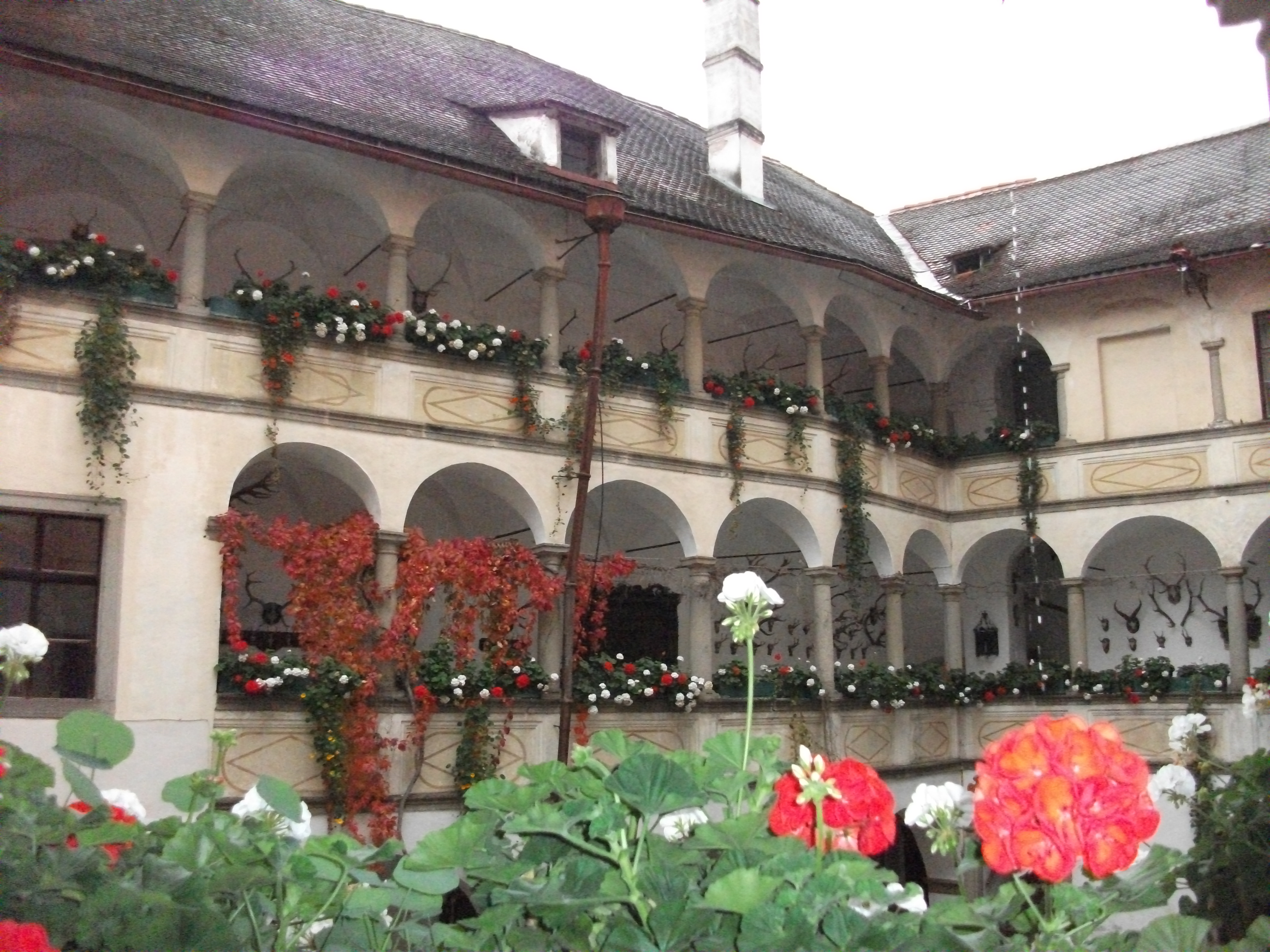
Cortile porticato in castel Clam

Verso la fine del XVI secolo il castello era in buone condizioni e nel 1594 era uno dei castelli ritenuti un rifugio in tempo di guerra. Intorno al 1636 l'antica fortezza, che aveva sofferto molto durante la guerra dei trent'anni, fu ampliata soprattutto mentre il signore era Johann Gottfried Perger e divenne un confortevole castello rinascimentale. Johann Gottfried fece edificare anche la chiesa locale, sistemò le strutture dell'acquedotto e fondò un ospedale, dimostrandosi così un benefattore della città di Klam. Dal 1640 in poi i Perger poterono fregiarsi del titolo di signori von Clam e non usarono più il loro nome originale. Nel 1642 il feudo cessò di esistere come vincolo ereditario e la famiglia poté acquistare il castello come sua proprietà. Nel 1655 la famiglia fu elevata al rango di barone e nel 1759 al rango di conte dall'imperatrice Maria Teresa d'Austria. Fino al 1809 nel castello fu presente il necessario per una guarnigione di 100 uomini. Con l'estinzione della famiglia Clam-Clam nel 1815, il castello e il dominio passarono al ramo della famiglia Clam-Martinic, che era nato nel 1791 dal matrimonio del conte Carl Josef Clam con la contessa imperiale Maria Anna von Martinic. Il membro più noto della famiglia Martinic fu Jaroslav Martinic, la cui defenestrazione di Praga scatenò la guerra dei Trent'anni. La famiglia Clam-Martinic possiede il castello da 24 generazioni ed i suoi membri hanno più volte rivestito incarichi politici e militari ai massimi livelli per l'impero. Una lapide commemorativa nella cappella del castello ricorda il Freiherr Johann Franz von Clam, caduto nel 1691 nella battaglia di Slankamen contro i turchi. La bandiera del reggimento da lui portata è conservata nelle collezioni del castello. Il conte Carl Clam-Martinic accompagnò l'imperatore Napoleone nel suo esilio all'isola d'Elba. Il conte Heinrich Clam-Martinic fu l'ultimo primo ministro della monarchia danubiana con l'imperatore Carlo. Castel Clam è uno dei meglio conservati dell'Austria e non subì gravi danni né dagli Ussiti che nel 1422 incendiarono il villaggio sottostante né dagli Ungheresi di Mattia Corvino nel 1487. Nel 1809 gran parte della ricca collezione di armi dovette essere ceduta ai francesi mentre le truppe d'occupazione sovietiche dopo la seconda guerra mondiale non hanno causato danni di rilievo. Alcuni importanti lavori di ristrutturazione furono eseguiti nel 1636 e il castello fu quasi ricostruito in stile neogotico. Tra il 1970 e il 1990 furono eseguiti nuovi ampi lavori di restauro.

## Descrizione

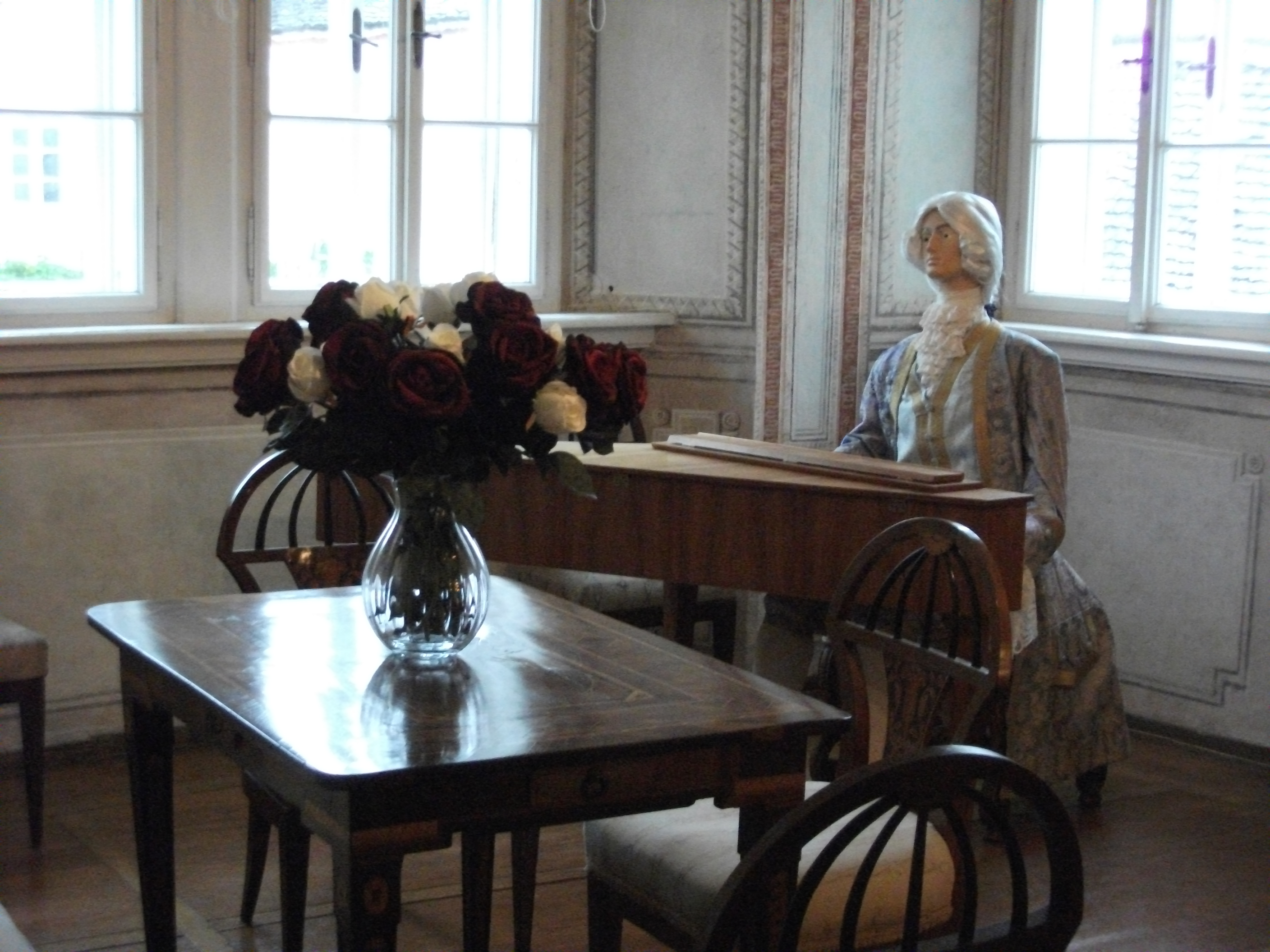
Una stanza del piccolo museo

Castel Clam si trova nel comune austriaco di Klam nel Distretto di Perg, Land dell'Alta Austria. È situato in posizione strategica e dominante sulla pianura del Danubio ed è visibile da lontano sia da est che da nord. È ben protetto su tre lati grazie alla collina sulla quale si trova che ha forma di sperone e solo sulla parte posteriore si trova la difesa del potente mastio. Nella struttura si trovano rappresentati molti stili architettonici, dal romanico al barocco. L'accesso al castello avviene attraverso un parco fiancheggiato da alberi ad alto fusto fino alla tozza torre col portale esterno con il cancello in pietra compreso nell'arco a tutto sesto che nella sua cornice riporta la data 1642. Il complesso è raggruppato attorno a tre cortili e vi si distinguono l'antico castello inferiore e quelli edificati in epoche successive. Il primo ampio cortile è circondato da fabbricati agricoli, uffici, stalle e rimesse per le carrozze. La torre della porta esterna e gli edifici sul lato nord risalgono ai secoli XV e XVI. Quelli sul lato sud sono tardo medievali per quanto riguarda il piano terra mentre gli ampliamenti in altezza sono posteriori. Il secondo cortile è stretto e vi si accede attraverso un cancello rinascimentale, che riporta l'anno 1636 accanto a un'iscrizione che si riferisce ai lavori di costruzione di Johann Gottfried von Clam. Questo cortile è delimitato su tutto il lato sud dal notevole palazzo di cinque piani, un possente edificio rettangolare con tetto merlato spiovente verso est. Al quinto piano è visibile una porta ad arco acuto, semimurata. Il lato ovest rivolto verso il cortile esterno era originariamente destinato a muro di difesa e non aveva finestre. Il palazzo fu probabilmente costruito intorno al 1300. Nel tardo XVI secolo ebbero luogo lavori di ristrutturazione rinascimentale e la maggior parte delle finestre furono aperte solo in quel periodo. A causa del terreno in forte pendenza il suo piano terra è sviluppato in ambienti abitabili solo parzialmente mentre vi sono grandi sale al secondo, terzo e quarto piano. Gli ambienti laterali sono in parte dotati di soffitti lignei a cassettoni e portali rinascimentali. Anche il salone del quarto piano ha il soffitto in legno. Le due stanze comunicanti sono decorate con soffitti in stucco del 1630 circa. Nella parte settentrionale del quinto piano del palazzo si trova la cappella romanica con soffitto a travi consacrata nel 1360. Nel 1934 qui furono scoperti notevoli dipinti risalenti al 1380 circa e portati definitivamente alla luce nel 1951. Questi sono considerati una delle principali opere di pittura murale di influenza boema della fine del XIV secolo in Austria. Tra gli affreschi vi si possono vedere le raffigurazioni di Cristo sul Monte degli Ulivi e l'Annunciazione di Maria. Numerosi sono anche le raffigurazioni di santi e vescovi. Alcune figure sono decorate con stendardi. Purtroppo la parete ovest non si è conservata a causa di una ristrutturazione successiva.

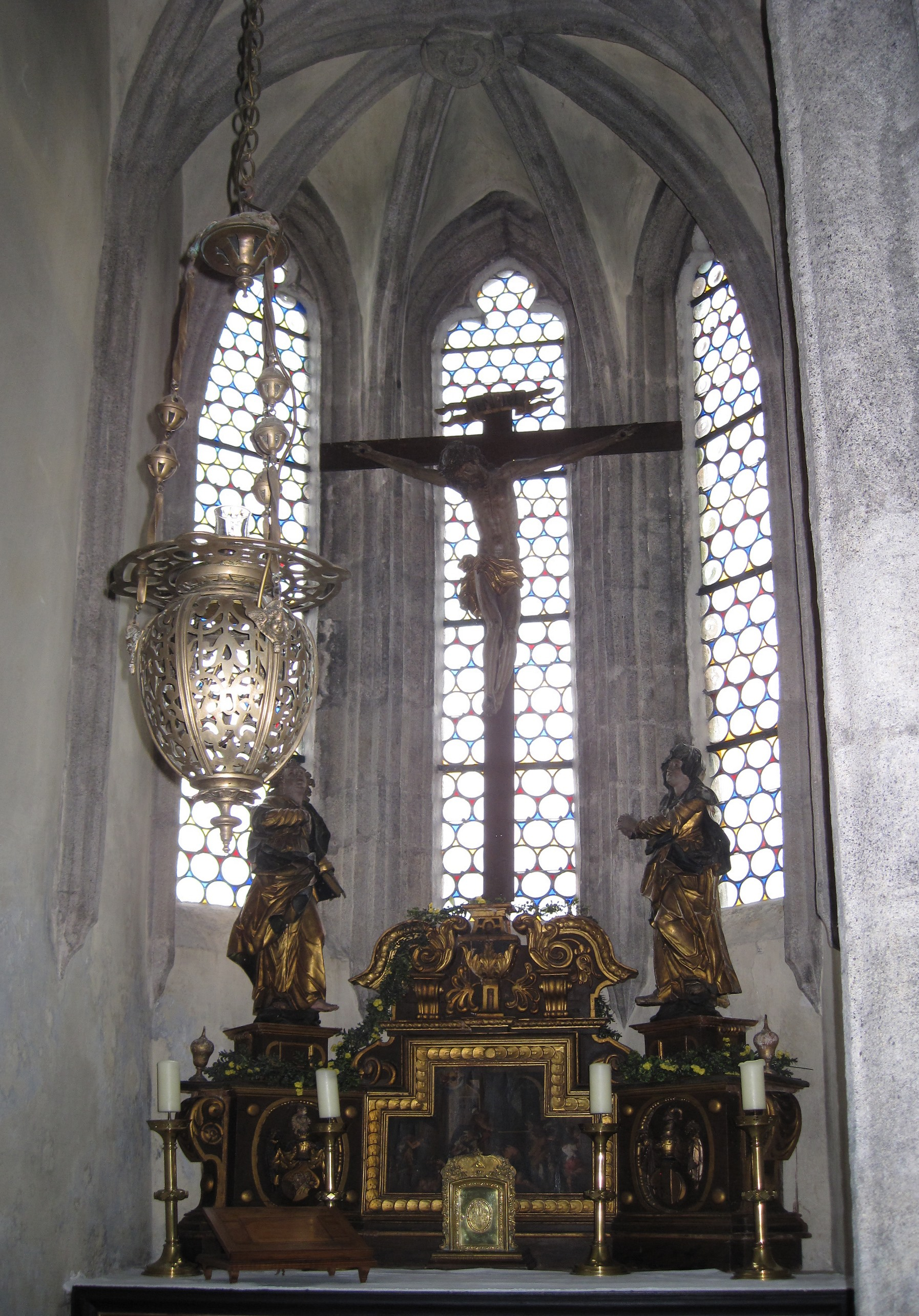
Cappella gentilizia

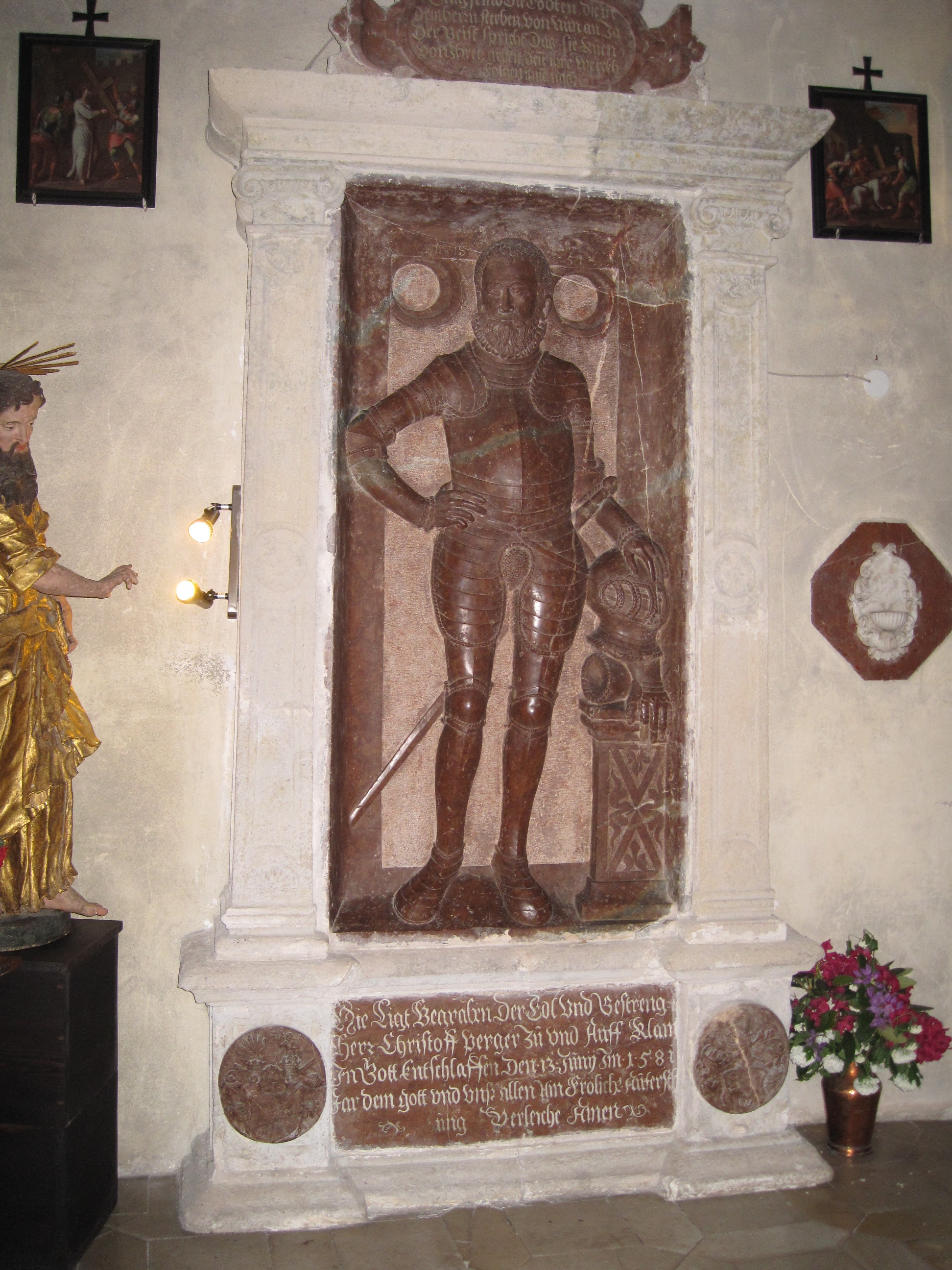
Lapide rinascimentale a ricordo di Christoph II Perger che lo raffigura in armatura completa conservata nella cappella

La Sala del Paesaggio si trova nell'ala sud del secondo cortile. Questa stanza, decorata con dipinti a secco di Josef Fürst nel 1803, mostra vedute idealizzate di diversi castelli dell'Alta Austria, come i castelli di Rannariedl, Klingenberg e Ruttenstein. Una balaustra in pietra corre lungo il lato nord del cortile. Un'alta torre interna con copertura a cipolla era posta a guardia con il grande cancello rosso, che consente l'accesso al cortile più interno. Questo cortile è circondato da portici a tre piani disposti in modo irregolare del 1581. Gli archi a tutto sesto sono sostenuti da pesanti pilastri in pietra al piano terra e da colonne toscane più sottili ai piani superiori. I parapetti in mattoni dei piani superiori mostrano le divisioni dei campi. I portici sono dotati di volte a crociera. Lo stemma dell'alleanza Clam-Salburg che si conserva sopra la porta ad arco della scalinata è datato 1581. La parete del palazzo rivolta verso il cortile interno ha finestre con cornici decorate e con graffiti risalenti al 1581 circa. Dal XIV al XVI secolo a est della torre residenziale sopra la ripida discesa verso il Klammbach fu costruito un nuovo gruppo di edifici e tra questi si trova la cappella tardo gotica gentilizia dedicata alla Santa Croce. La sua sala è la stanza architettonicamente più importante del castello con uno spazio sacro alto ma stretto, costituito da tre minuscole navate, che si espandono fino a quasi il doppio della loro larghezza verso l'altare. Il coro poligonale è illuminato da tre finestre alte e ad arco acuto. La volta costolonata poggia su due snelli pilastri di granito. Le grandi chiavi di volta riportano stemmi e rappresentazioni religiose. L'altare con il grande gruppo della crocifissione fu realizzato nel 1631 dall'intagliatore di legno Hans Heinz di Linz. I quattro grandi dipinti su tavola alle pareti sono opera del pittore di Ratisbona Christoph Fuchs. Davanti all'oratorio è appeso un arazzo realizzato dalla contessa Leopoldine Salm-Reiferscheidt in tre anni. Nella cappella si trova la lapide rinascimentale a ricordo di Christoph II Perger che lo raffigura in armatura completa. Molto interessante è anche la farmacia del castello, la cui volta a crociera tardo gotica è sorretta da una possente colonna centrale rotonda. I due grandi armadi da farmacia, inseriti in nicchie murali, risalgono presumibilmente all'inizio del XVII secolo, epoca in cui fu allestita la farmacia. La torre della porta interna con la cupola a cipolla risale al periodo barocco. Nelle sale del palazzo principale del castello si possono trovare mobili e quadri dal XV al XX secolo. il castello inoltre ospita un piccolo museo con collezioni che comprendono le armi della famiglia e la sedia da lavoro di Christoph II Perger ricoperta con la pelle del suo cavallo preferito Mütz. Nel museo si conservano i ricordi del viaggio mondiale che l'erede al trono, l'arciduca Francesco Ferdinando, compì tra il 1892 e il 1993, durante il quale, tra l'altro, venne accompagnato dal conte Heinrich Clam-Martinic. Vi sono conservate rare porcellane di Meissen, Nymphenburg e Augarten del XVIII secolo. In varie vetrine sono esposti alcuni documenti provenienti dal ricco archivio del castello. La zona inferiore del mastio rotondo, isolato e situato a circa 100 m sopra il castello principale, risale al periodo romanico. La parte superiore risale al XV secolo. La torre è alta 43 m, ha una merlatura lignea che corre tutt'intorno ed è provvista di tetto conico acuto. È realizzato in muratura di pietra di cava e coperto con scandole di legno. Un tempo il mastio faceva parte del castello superiore, ma da tempo gli altri edifici sono completamente scomparsi. Tra gli altri edifici sotto il castello vi sono l'ex Meierhof del 1648 che ospita la taverna del castello e un circolo ippico, nonché il vecchio birrificio, ancora attivo. Nella struttura vi si tengono concerti e manifestazioni diverse.

### Bene architettonico tutelato
Castel Clam è stato posto sotto tutela dei monumenti da parte della Repubblica austriaca col numero 19251.